# ناحیه کیسویل، میشیگان
ناحیه کیسویل (به انگلیسی: Caseville Township) یک منطقهٔ مسکونی در ایالات متحده آمریکا است که در شهرستان هورون، میشیگان واقع شده‌است.
 ناحیه کیسویل ۳۶٫۸ کیلومتر مربع مساحت و ۲٬۷۲۳ نفر جمعیت دارد و ۱۸۴ متر بالاتر از سطح دریا واقع شده‌است.